# Royvråk
Royvråk (Buteogallus royi) är en förhistorisk utdöd fågel i familjen hökar inom ordningen hökfåglar. Den förekom tidigare på Kuba och beskrevs 2020 utifrån fossila lämningar funna vid asfaltslagrerna Las Breas de San Felipe i Matanzas. Fågelns svenska och vetenskapliga artnamn hedrar Roy Ernest Dickerson (1877-1944), en av pionjärerna inom paleontologi på Kuba.